# .zm
.zm es el dominio de nivel superior geográfico (ccTLD) para Zambia.